# Crotonia americana
Crotonia americana är en kvalsterart som först beskrevs av Berlese 1901.  Crotonia americana ingår i släktet Crotonia och familjen Crotoniidae. Inga underarter finns listade i Catalogue of Life.